# El-Merreikh Bentiu
El-Merreikh Bentiu, conocido también como Al-Merreikh Bentiu, es un equipo de fútbol de Sudán del Sur que juega en el Campeonato Nacional de Sudán del Sur, la primera división nacional.

## Historia
Fue fundado en el año 2002 y en su periodo como equipo de Sudán solo jugó en las ligas regionales. Su uniforme y colores están inspirados en el Al-Merrikh SC de Sudán.
Tras la independencia de Sudán del Sur el club pasó como equipo de divisiones regionales hasta antes de la pandemia de COVID-19, ya que en la temporada 2022/23 clasificó por primera vez al Campeonato Nacional de Sudán del Sur donde perdió la final ante Salaam FC Bor.
En la siguiente temporada logra ser campeón nacional por primera vez en una triangular final, logrando la clasificación a la Liga de Campeones de la CAF 2024-25 donde fue eliminado en la primera ronda por el Gor Mahia FC de Kenia.

## Palmarés
- Campeonato Nacional de Sudán del Sur: 1

2023/24

## Participación en competiciones de la CAF
| Temporada | Torneo                      | Ronda         | Club         | Casa | Visita | Global |
| --------- | --------------------------- | ------------- | ------------ | ---- | ------ | ------ |
| 2024/25   | Liga de Campeones de la CAF | Primera ronda | Gor Mahia FC | 1-0  | 1-5    | 2-5    |